# Герб Подольского района Московской области
Герб Подо́льского райо́на — один из символов упразднённого в 2015 году Подольского района Московской области.
Герб Подольского района утверждён 27 ноября 1998 года Решением № 4/14 Совета депутатов Подольского района Московской области.
В лазоревом (синем, голубом) поле две серебряные кирки накрест, поверх которых золотой хлебный сноп, перевязанных червленой (красной) лентой и сопровождаемый вверху золотой закрытой короной с пятью дугами с серебряным обручем. Герб внесён в Государственный геральдический регистр Российской Федерации под № 403.
Предметы и цвета на гербе Подольского района символизируют следующее:
- Кирки — промышленную направленность и исторический вид деятельности жителей города.
- Серебро — символ простоты, совершенства, мудрости, благородства, мира, взаимосотрудничества.
- Золотая корона с крестом — купол Знаменской церкви в посёлке Дубровицы.
- Красная лента — историко-героическую связь времен Подольской земли.
- Лазурь (синий, голубой) — символ чести, искренности, добродетели.[1]

Авторы герба: Владимир Назаров (Москва), Василий Музычук (Подольский район), Константин Моченов (Москва), художник: Роберт Маланичев (Москва).